# 784

784(칠백팔십사)는 783보다 크고 785보다 작은 자연수다.

## 수학
- 합성수로, 그 약수는 총 15개다. (1, 2, 4, 7, 8, 14, 16, 28, 49, 56, 98, 112, 196, 392, 784)
  - 784의 진약수의 합은 983이므로, 784는 과잉수다.
- 28번째 제곱수(282)다. 앞의 제곱수는 729, 다음은 841이다.
- 68번째 불가촉수다. 앞의 불가촉수는 782, 다음은 792이다.
- {\displaystyle 784=8^{2}+12^{2}+24^{2}}
- {\displaystyle 97^{2}-1}은 784로 나누어떨어진다.

## 과학
- NGC 784(영어판): 삼각형자리 방향에 있는 막대나선은하.
- 글리제 784(영어판): 망원경자리 방향에 있는 적색왜성.

## 교통
- 이스라엘 784번 국도(영어판)
- 현도 제784호선

## 군사
- 784 해군 항공대(영어판): 과거 존재한 영국의 해군 항공대.

## 문화유산
- 대한민국의 보물 제784호: 지장도

## 기타
- 연도: 784년, 기원전 784년